# Comp Ace
Comp Ace (コンプ エース Konpu Eesu) es una revista de manga y multimedia japonesa publicada por la editorial Kadokawa Shoten. A diferencia de su publicación hermana Comptiq, se enfoca principalmente en la serialización de mangas basados en juegos juegos bishōjo.

## Mangas serializados en esta revista
- Akaneiro ni Somaru Saka
- Higurashi no Naku Koro ni - Onisarashi-hen arc.
- Canvas 2 ~Niji Iro no Sketch~
- Lucky ☆ Star
- Tick! Tack!　－Never Say Goodbye－
- Melty Blood
- Alice Quretet Obbligato
- Eve ～new generation～
- Miniten ~Happy Project~
- Hibiki no Mahou
- Festa!! -Hyper Girls Pop-
- The Idol Master
- HR
- AR Forgotten summer
- Sakura no Uta
- Tsuyokiss
- Strange and Bright Nature Deity
- Battle Cinder-Ella-
- Utsuutsuhi de Onikki
- School Days
- 11eyes: Tsumi to Batsu to Aganai no Shōjo
- Akaneiro ni Somaru Saka
- Akira's Ambition
- Alice Quartet Obbligato
- Angel Magister
- AR Forgotten summer
- Arcana Heart
- Baldr Sky
- Basquash! Eclipse Stage
- Battle Cinder-Ella-
- Canaan
- Canvas 2 ~Niji Iro no Sketch~
- Cardfight!! Vanguard
- Clear
- Code Geass - Knightmare of Nunnally
- Eve: New Generation
- FairlyLife
- Fate/Kaleid Liner Prisma Illya
- Fate/Kaleid Liner Prisma Illya 2wei!
- Festa!! -Hyper Girls Pop-
- H2O: Footprints in the Sand
- Hibiki's Magic
- Higurashi no Naku Koro ni - Onisarashi-hen and Utsutsukowashi-hen arcs
- Hoshiuta
- HR
- Idolmaster: Xenoglossia
- Kono Aozora ni Yakusoku o: Melody of the Sun and Sea
- Kiddy Girl-and Pure
- Kimi ga Aruji de Shitsuji ga Ore de
- Little Busters!
- Lucky Star
- Macross Frontier
- Magical Girl Lyrical Nanoha ViVid
- Maji de Watashi ni Koishinasai!
- Maoyū Maō Yūsha - "Kono Watashi no Mono Tonare, Yuusha Yo" "Kotowaru!"
- Mashiroiro Symphony
- Melty Blood
- Miniten: Happy Project
- Munto
- Musō Tōrō
- Oretachi ni Tsubasa wa Nai: Rhapsody
- Rental Magica from Solomon
- Sakura no Uta
- School Days
- Stellar Theater
- Strange and Bright Nature Deity
- SweetHoneyComing
- Tantei Opera Milky Holmes
- Tayutama: Kiss on my Deity
- Tengen Toppa Gurren Lagann: Gurren Gakuen-hen
- Tick! Tack!: Never Say Goodbye
- Tsuyokiss
- Utsūtsuhi de Onikki
- Valkyria Chronicles
- Yōjo Senki
- Yosuga no Sora

- Datos: Q691015